# Alexander Strähuber
Alexander Strähuber ou ( Straehuber ), né le 28 février 1814 à Mondsee et mort en 1882 à Munich, est un peintre d'histoire et illustrateur de livres. De 1865 à 1882, il est professeur à l'Académie royale des beaux-arts de Munich.

## Biographie
Alexander Strähuber naît le 28 février 1814 à Mondsee en Haute-Autriche. Il est le fils d'Alexander Strähuber, un maître d'écurie de la baronnie Wrede de Bavière.
À l'âge de sept ans, il s'installe à Munich avec ses parents et fréquente la grammar school. Après avoir montré un talent pour le dessin, il est transféré à l'École polytechnique de Munich ( Polytechnische Schule München ), fondée en 1828, où il reçoit des cours de dessin de Joseph Anton Rhomberg et de Hermann Mitterer. En 1829, il s'inscrit à l'Académie royale des beaux-arts, devenant l'élève des peintres d'histoire et de sujets bibliques Heinrich Hess et Clemens von Zimmermann, ainsi que du nazaréen Julius Schnorr von Carolsfeld. Von Carolsfeld confie à Strähuber des commandes individuelles pour la peinture du palais royal de la résidence de Munich.
En 1860, Alexander Strähuber est l'un des membres fondateurs de la Vereins für Christliche Kunst (Association pour l'art chrétien) de Munich, dont il sera le premier président de 1866 à sa mort. En 1862, il commence à travailler comme professeur assistant à l'Académie royale, et en 1865, il est nommé professeur, et avec Johann Georg Hiltensperger et Hermann Anschütz, il enseigne dans la classe des antiquités; parmi ses étudiants, il y a Wilhelm Leibl, Franz Widnmann, Julian Fałat, Édouard Loëvy, et Robert Raudner (de). En 1879, il est décoré de l'Ordre de Saint-Michel.
En plus des peintures, Alexander Strähuber créé de nombreux dessins religieux et des illustrations pour des livres religieux, ainsi que des dessins pour des vitraux, notamment pour l'atelier de peinture sur verre de Max Ainmiller.
En 1844, il épouse Magdalena Stahl, fille d'un musicien de la cour bavaroise; de ce mariage naissent trois fils, Max, Sigmund et Julius. Max Strähuber étudie les sciences et la théologie et devient aumônier de l'église Saint-Ludwig de Celle. Sigmund Strähuber étudie à l' Akademie der Bildenden Künste München (Académie des beaux-arts), et  devient professeur à l'École royale des arts appliqués de Munich. Julius Strähuber, étudie à l'école polytechnique de Munich (Polytechnische Schule München).
Alexander Strähuber meurt le 31 décembre 1882 à Munich, et est inhumé dans l' Alter Südfriedhof (ancien cimetière du Sud), à Munich,. En 1947, la Strähuberstrasse, dans le quartier de Solln à Munich, est baptisée de son nom.